# أ. دانيال ماكنزي
أ. دانيال ماكنزي هو سياسي كندي، ولد في 25 مارس 1924، وتوفي في 15 أغسطس 1989. نشط حزبياً في الحزب الكندي التقدمي المحافظ. وقد انتخب عضو مجلس العموم الكندي.